# Trichosteleum sublaevigatum
Trichosteleum sublaevigatum är en bladmossart som beskrevs av Theodor Carl Karl Julius Herzog 1927. Trichosteleum sublaevigatum ingår i släktet Trichosteleum och familjen Sematophyllaceae. Inga underarter finns listade i Catalogue of Life.